# 勞倫·A·瑟斯頓
勞倫·安德魯斯·瑟斯頓（英語：Lorrin Andrews Thurston，1858年7月31日—1931年5月11日）是一名出生並成長於夏威夷王國的美國裔律師、政治家、商人。他是《1887年夏威夷王國憲法》的作者，該憲法提高內閣的權力，削減了君權。他在推翻夏威夷王國時發揮了重要作用，結果由美國後裔主導的夏威夷共和國取代了利留卡拉尼女王領導的夏威夷王國。

## 家庭

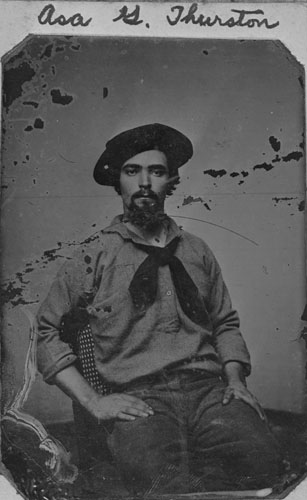
其父阿薩·古德萊·瑟斯頓

他於1858年出生于夏威夷王國檀香山，他的父親阿薩·古德萊·瑟斯頓（Asa Goodale Thurston，1827-1859年）於1848年從威廉姆斯学院畢業，1854年曾任夏威夷王國眾議院的議長，其祖父阿薩·瑟斯頓與外祖父洛林·安德魯斯都是從美國來到夏威夷的傳教士。

## 生平
在美國後裔的支持下，瑟斯頓迫使利留卡拉尼女王遜位、推翻夏威夷王國而成立夏威夷共和國的行動中扮演重要角色。他出版《太平洋商業廣告》並擁有多家企業。1906年至1916年間，他和朋友與其他政治人物遊說建立國家公園，藉此保護夏威夷的火山。

## 外部連結
- Thurston, Lorrin A. . T.H. 1909  [2019-06-18]. （原始内容存档于2018-10-18） –HathiTrust.

| 政府职务        | 政府职务                                 | 政府职务                  |
| --------------- | ---------------------------------------- | ------------------------- |
| 前任： L. Aholo | 夏威夷王国内务部长 1887年7月 – 1890年6月 | 繼任： Charles N. Spencer |